# Rosa Guy
Rosa Cuthbert Guy (/ˈɡiː/) (1 de setembre de 1922 a Diego Martin, Trinitat i Tobago – 3 de juny de 2012 a Manhattan, Nova York) fou una escriptora afroamericana de Trinitat i Tobago que va créixer a la zona metropolitana de Nova York que s'inclou en el Moviment de les Arts Negre. La seva família havia emigrat als Estats Units quan era petita. A més a més, va esdevenir orfe quan els seus pares van morir quan era jove. Va créixer en orfenats, cosa que influenciaria en la seva obra posterior.
Guy va viure i treballat a la Ciutat de Nova York, i al 1950 va esdevenir una de les fundadors del gremi d'escriptors de Harlem. Fou una autora afroamericana molt influent. Guy va morir de càncer el 3 de juny de 2012 a Manhattan.

## Infància, joventut i educació
Rosa Cuthbert va néixer el 1922 a Diego Martin, a l'illa caribenya de Trinidad. Quan els seus pares van emigrar als Estats Units el 1927 ella i la seva germana petita Ameze es van quedar a viure amb altres familiars. El 1932 les dues nenes es van reunir a Nova York amb els seus pares. El 1933 la seva mare va emmalaltir i van anar a viure a casa d'un cosí. El fet que l'esposa del seu cosí fos nacionalista negra i garveyista va influenciar molt a la Rosa. Quan el 1934 la seva mare es va morir, van tornar a viure amb el seu pare, que es va tornar a casar.
El seu pare va morir el 1937 i les dues germanes van ser acollides pel sistema de benestar social i van viure en orfanats. Rosa va abandonar l'escola als 14 anys i va començar a treballar en una fàbrica.

## Carrera professional i vida personal
El 1941, als 19 anys va conéixer i es va casar amb Warner Guy, un home que havia lluitat en la Segona Guerra Mundial. Un company de teatre la va introduir en el teatre afroamericà i va estudiar arts escèniques. l 1942 va tenir el seu fill Warren Guy Jr.
Després de la guerra, Rosa Guy es va mudar a Connecticut amb la seva família. Cinc anys més tard la parella es va divorciar i ella va retornar a Nova York.

### La comunitat dels escriptors
El 1950, a formar un grup de treball d'escriptors juntament amb el novel·lista John Oliver Killens; aquest grup de treball esdevindria el Gremi dels escriptors de Harlem (HWG). El seu objectiu era "desenvolupar i ajudar els escriptors de la diàspora africana a publicar les seves obres". Alguns dels seus membres foren Willard Moore, Walter Nadal, Maya Angelou, John Henrik Clarke, Paule Marshall, Audre Lorde, Alice Childress, Ossie Davis, Ruby Dee, i Douglas Turner Ward. El Gremi fou molt influent, ja que més de la meitat dels escriptors afroamericans estatunidencs entre el 1950 i el 1971 van estar associats amb el taller. Guy també va pertànyer a la On Guard for Freedom, una organització literària nacionalista negra fundada per Calvin Hicks al lower east side de la ciutat de Nova York. LeRoi Jones, Sarah E. Wright i Harold Cruse van ser altres membres d'aquesta institució. On Guard fou activa políticament: va donar suport al líder de l'alliberació congolès Patrice Lumumba i va protestar contra la Invasió de la Bahía de Cochinos de Cuba per part dels Estats Units.
El 1954 Rosa Guy va escriure i actuar en la seva primera obra de teatre, Venetian Blinds, que fou estrenada al Teatre Tropical d'Off-Broadway.

### Obra
El 1965 es van publicar dues històries de Rosa Guy al diari de Trinitat, Nation: "Magnify" i "Carnival". El 1966 va publicar la seva primera novel·la, Bird at My Window.
Després del assassination de Martin Luther King el 1968, Guy va enregistrar veus d'afroamericans en el documental de 1970 titulat Children of Longing, en el que hi ha explicacions de primera mà sobre les experiències i aspiracions de joves negres que creixen en un món hostil. Va viure unt temps a Haití i a Trinitat.
La majoria de les obre de Guy tracten sobre l'amor i l'ajuda mútua en la família i entre els amics i la seva trilogia de novel·les juvenils — The Friends (1973), Ruby (1976) i Edith Jackson (1978) — es basa en les seves pròpies experiències personals, així com d'aquells molts joves afroamericans que creixen a la ciutat de Nova York sense suport de familiar. Ruby tracta sobre la història d'una noia jove que busca amor i amistat, quconeix a Daphne Duprey, amb qui tenen una relació amorosa.
La novel·la de 1985 My Love, My Love: Or, The Peasant Girl, ha estat descrita com una versió caribenya del conte de Hans Christian Andersen és "La Sireneta" "amb referències a Romeo i Julieta de Shakespeare." En el conte, Desiree és una camperola bonica que s'enamora d'un noi de classe alta que salva en un accident. La família del noi no aprova a Desiree, ja que ella es massa negra i pobre pel seu fill, que serà rei. A la novel·la hi apareixen els conceptes del sacrifici i de l'amor pur. L'obra fou adaptada per un musical de Broadway, Once on This Island de Lynn Ahrens i Stephen Flaherty. L'obra es va representar originàriament els anys 1990 i 1991 i es va tornar a representar entre el 2017 i el 2019 i va obtenir el premi Tony al millor revival d'un musical el 2018.

### Defunció
Rosa Guy va morir de càncer el 2012 a la seva casa de l'Upper West Side de Manhattan als 89 anys. El New York Times va incloure el seu obituari en una col·lecció d'obituaris publicada el 2012.f

## Premis
The Friends ha estat citada pel The New York Times com a llibre Excepcional de l'any 1973. També ha guanyat el premi Coretta Scott King i el premi a millor llibre juvenil de la Associació de Biblioteques dels Estats Units.

## Obres
- Bird at My Window (Londres: Souvenir Press, 1966; Allison & Busby, 1985; Virago, 1989; Coffee House Press, 2001)
- Children of Longing (assajos, introducció de Julius Lester; Nova York: Holt, Rinehart, 1970)
- The Friends (Nova York: Holt, Rinehart & Winston, 1973; Macmillan Educational, 1982; Nova York: Bantam Books, 1983; Perfection Learning, 1995; Bantam Doubleday Dell Books for Young Readers, 1996; Heinemann, 1996; Glencoe McGraw-Hill, 2001)
- Ruby (Nova York: Viking Press, 1976; Londres: Gollancz, 1981; Puffin Books, 1989)
- Edith Jackson (Nova York: Viking Juvenile, 1978; Londres: Gollancz, 1978; Longman, 1989; Puffin, 1995)
- The Disappearance (Nova York: Delacorte, 1979; Puffin, 1985)
- Mirror of Her Own (Nova York: Delacorte, 1981)
- Mother Crocodile: An Uncle Amadou Tale from Senegal (il·lustrat per John Steptoe - Premi Coretta Scott King; Nova York: Delacorte, 1981; Doubleday, 1993). Una traducció de Maman-Caiman de Birago Diop (1961)[13]
- A Measure of Time (Nova York: Henry Holt, 1983; Londres : Virago, 1983)
- New Guys Around the Block (N0va York: Delacorte, 1983; Londres : Gollancz, 1983; Laurel Leaf, 1992: Puffin, 1995)
- Paris, Pee Wee and Big Dog (Londres: Gollancz, 1984; Nova York: Delacorte, 1985; Puffin, 1986; Nelson Thornes Ltd, 1988)
- My Love, My Love, or the Peasant Girl[14] (Nova York: Holt, Rinehart & Winston, 1985; Londres: Virago, 2000; Coffee House Press, 2002)
- And I Heard a Bird Sing (Nova York: Delacorte, 1987; Londres: Gollancz, 1987; Puffin, 1994)
- The Ups and Downs of Carl Davis III (Delacorte, 1989; Gollancz, 1989; Collins Educational, 1994)
- Billy the Great Child (London: Gollancz, 1991; Nova York: Delacorte, 1992)
- The Music of Summer (Nova York: Delacorte, 1992)
- The Sun, the Sea, A Touch of the Wind (Nova York: E. P. Dutton, 1995)